# Pardosa fulvipes
Pardosa fulvipes este o specie de păianjeni din genul Pardosa, familia Lycosidae. A fost descrisă pentru prima dată de Collett, 1876. Conform Catalogue of Life specia Pardosa fulvipes nu are subspecii cunoscute.